# Enzo Venturini (calciatore)
Enzo Venturini (La Spezia, 14 gennaio 1916 – Savona, 25 gennaio 1992) è stato un calciatore e allenatore di calcio italiano, di ruolo centrocampista.

## Carriera

### Giocatore
Giocò con il Genoa in massima divisione ed in Serie B con Spezia, Livorno e Savona.

### Allenatore
Nella stagione 1949-1950 ha allenato il Savona in Serie C.